# Společenská plemena
Společenská plemena je skupina psích plemen dle FCI s pořadovým číslem devět. Jedná se o plemena vyšlechtěná speciálně k tomu, aby dělali společnost lidem. Některá z nich jsou stará i přes tisíc let, příkladem je čivava. Čivava je pravděpodobně i nejznámějším zástupcem této skupiny, ale krom ní je zde i pekingský palácový psík, mops, papillon nebo pudlové. Vesměs se jedná a drobné a miniaturní psy klidné a přátelské povahy. Tato skupina je poměrně početná a má mnoho sekcí: Bišonci a příbuzná plemena, Pudl, Malý kontinentální španěl, Belgičtí psíci, Naháči, Tibetská plemena, Čivava, Angličtí společenští španělé a ruský toy španěl, Japan-chin a pekingský palácový psík, Kromfohrländer a Malí molossoidní psi. Hodí se pro chov do bytu a přestože se zdají jako křehcí psi, umí to být i mrštní sportovci.
Česko ani Slovensko nemá v této skupině žádné zástupce, avšak pokud se dočká uznání FCI pražský krysařík, bude patřit právě do této skupiny.

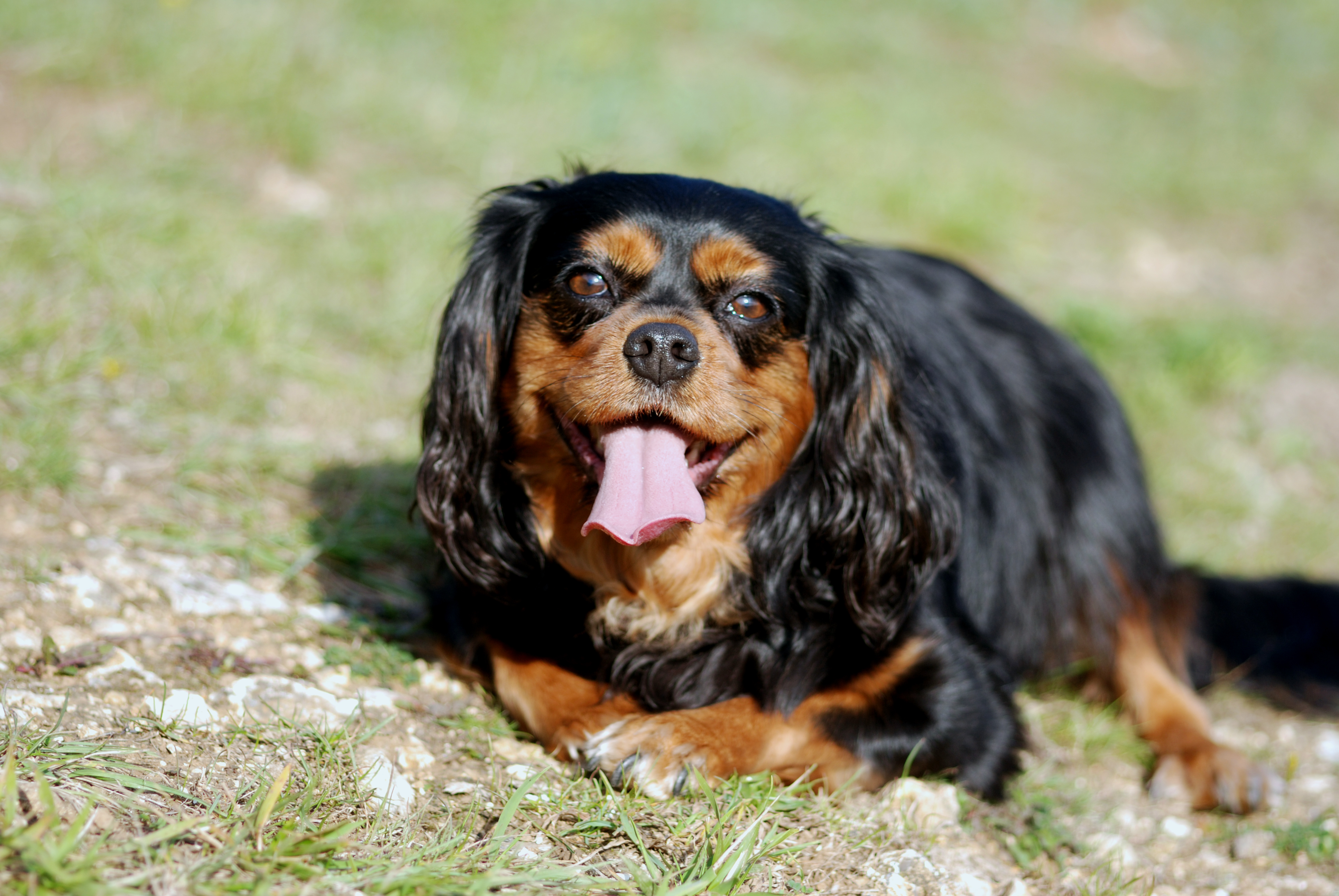
Kavalír king charles španěl

Archeologické nálezy z Číny a Evropy dokládají, že miniaturní společenská plemena zde byla již velmi dlouhou dobu. Jednalo se o malé psy s širokou lebkou a krátkýma nohama, kteří jsou předky mnoha dnešních plemen; jezevčíků, basetů... Pravděpodobně nejstarším zástupcem této skupiny je přes 2 000 let staré plemeno jménem pekingský palácový psík, který byl společníkem prvních čínských císařoven. Ten je příbuzný s několika tibetskými plemeny, shih-tzu a tibetským španělem. Ne vždy se ale jednalo o čistě společenská plemena. Právě tibetský španěl kutálel v tibetských klášterech posvátné mlýnky s modlitbami. A pudlové původně byli aportéry ulovené zvěře. Nejen v Asii ale byla šlechtěna společenská plemena, stejně tak byli ve Velké Británii vyšlechtěni kavalíři king charles španělové a king charles španělové.
Mezi novější společenská plemena patří třeba holandský markiesje (neuznán FCI) nebo ruský toy španěl.

## Plemena dle FCI

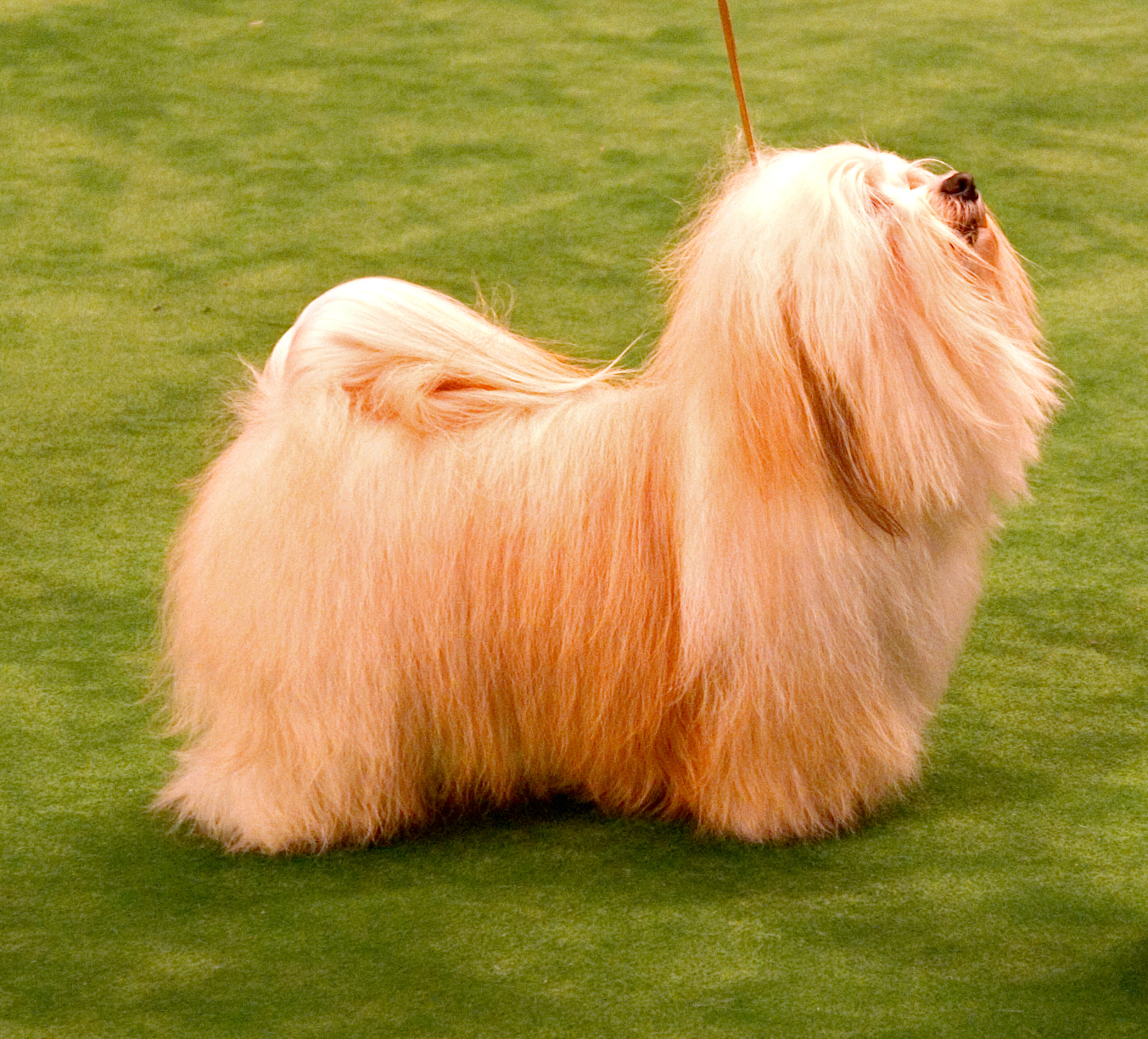
Havanský psík

## Plemena dle FCI[3]

### Bišonci a příbuzná plemena

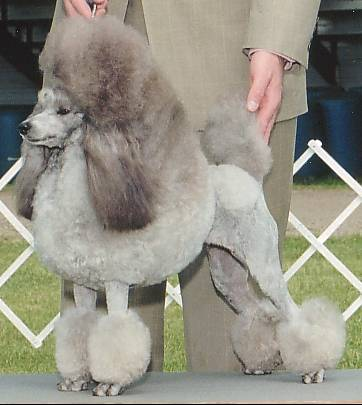
Miniaturní pudl

- Boloňský psík
- Bišonek
- Coton de Tulear
- Havanský psík
- Lvíček
- Maltézský psík

### Pudl
- Střední pudl
- Toy pudl
- Trpasličí pudl
- Velký pudl

### Malí kontinentální španělé, ruský toy a pražský krysařík
- Papillon
- Phalène
- Pražský krysařík
- Ruský toy

### Malá belgická plemena

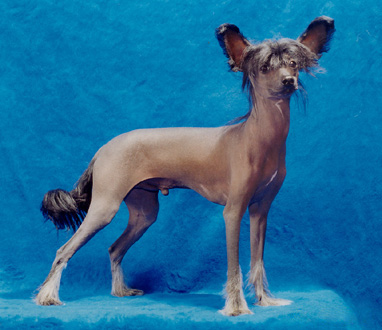
Čínský chocholatý pes

- Belgický grifonek
- Brabantík
- Bruselský grifonek

### Naháči
- Čínský chocholatý pes

### Tibetská plemena
- Lhasa Apso
- Shih-tzu
- Tibetský španěl
- Tibetský teriér

### Čivava

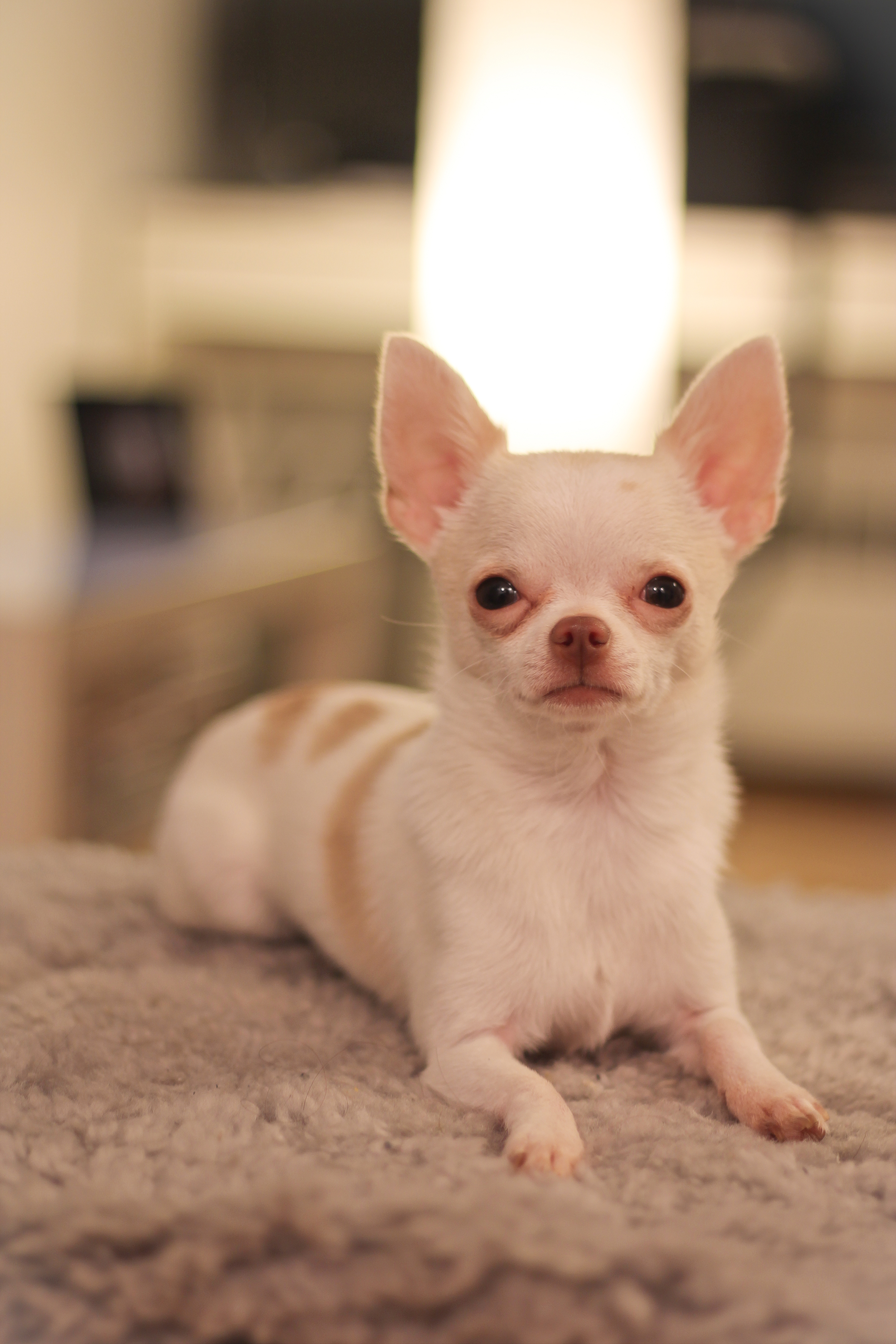
Krátkosrstá čivava

- Čivava

### Angličtí společenští španělé
- Kavalír King Charles španěl
- King Charles španěl

### Japan chin a pekingský palácový psík
- Japan chin
- Pekingský palácový psík

### Kromfohrländer
- Kromforländer

### Malí molossoidní psi
- Bostonský teriér
- Francouzský buldoček
- Mops